# Arbrisseau
Ne doit pas être confondu avec arbuste.

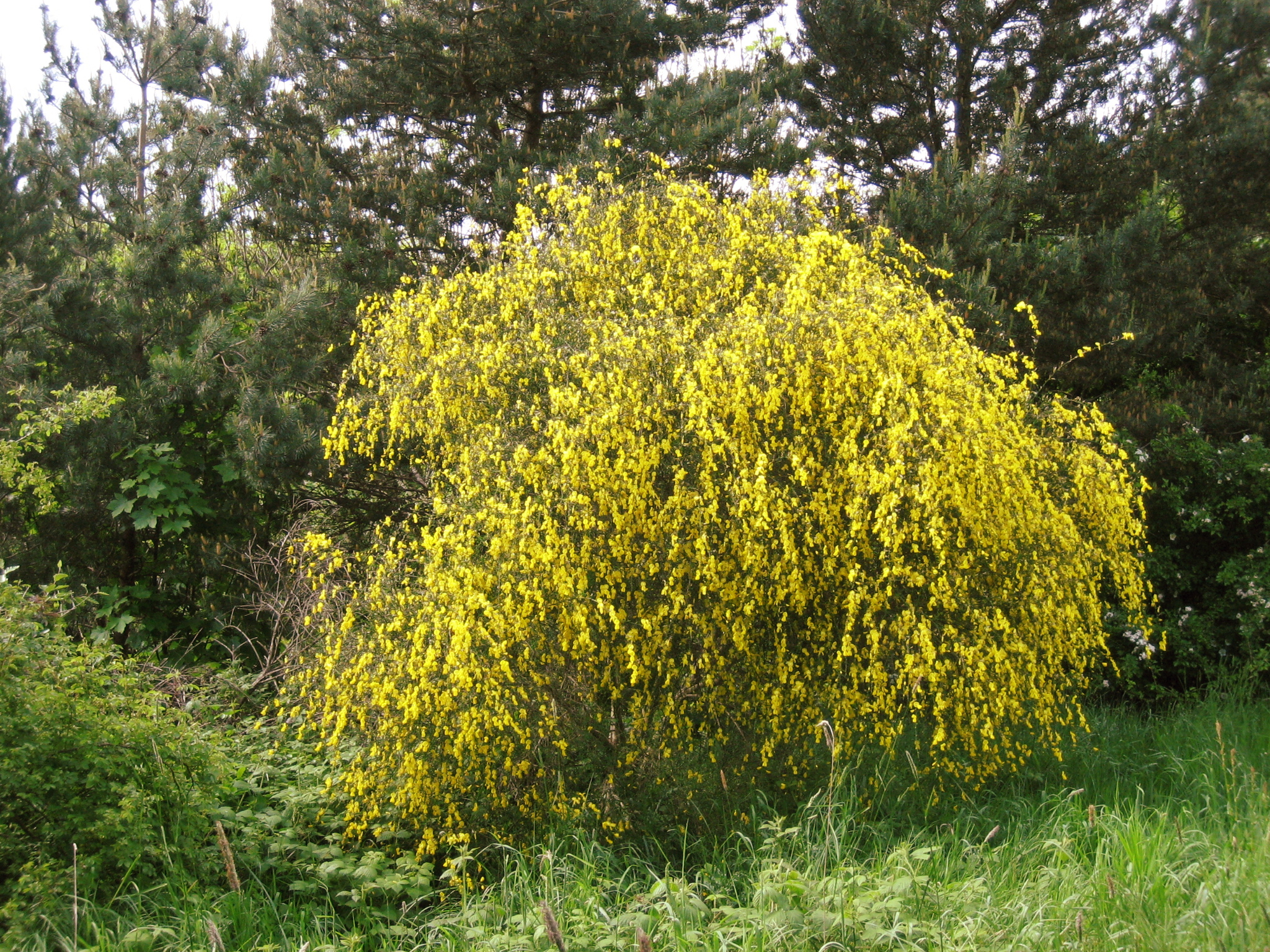
Un genêt en fleur.

En botanique, un arbrisseau est une plante ligneuse de moins de quatre mètres de hauteur, se ramifiant dès la base et dépourvue de tronc, ce qui le distingue de l'arbuste qui a un tronc et fait entre quatre et sept mètres de hauteur. Sa forme est dite « buissonnante » (ramification dès la base). Dans le langage courant, on désigne d'ailleurs souvent les arbrisseaux comme des « buissons » ; mais au quotidien le terme désigne aussi fréquemment les arbustes.
Un sous-arbrisseau est une plante ligneuse dont les tiges multiples, dès le niveau du sol, sont relativement grêles et ne dépassent guère par la taille celle de nombre de plantes herbacées, soit une taille de moins de cinquante centimètres de hauteur. Le plus souvent, un sous-arbrisseau typique ne s'élève pas beaucoup au-delà de quelques décimètres. Le sous-arbrisseau est un chamaephyte frutescent tandis que l'arbrisseau est un nanophanérophyte.
Cette classification intégrant des aspects dimensionnels et morphologiques fait partie du langage commun et est utile, notamment pour les paysagistes qui peuvent ainsi avoir une idée de la hauteur à maturité des essences qu’ils souhaitent utiliser dans leurs projets, mais elle est restrictive car la croissance et le développement des végétaux ligneux varient fortement en fonction des conditions environnementales.

## Histoire
Les livres VI, VII et VIII d’Histoire des plantes de Théophraste, élève d’Aristote, traitent des sous-arbrisseaux et des plantes herbacées.

## Description
Il est rare qu'un arbrisseau dépasse une hauteur de quatre à cinq mètres. Les plantes ligneuses buissonnantes les plus petites, ayant une taille généralement inférieure à cinquante centimètres, sont qualifiées de sous-arbrisseaux (thym, genêt ailé, santoline, etc.).
Le terme arbuste est parfois utilisé abusivement comme synonyme d'arbrisseau, mais le premier se distingue du second par la présence d’un tronc bien différencié (un arbuste est un petit arbre — destiné à le rester ou à grandir — alors qu'un arbrisseau, quelle que soit sa taille, est et restera un buisson).
Frutescent(e) (du latin frutex signifiant arbrisseau) est l'adjectif qui se rapporte aux arbrisseaux. Un lieu couvert d'arbrisseaux est une fruticée.

## Exemples d'espèces
- hysope, lilas, genêts (diverses espèces).